# Egnasia mesotypa
Egnasia mesotypa är en fjärilsart som beskrevs av Swinhoe 1906. Egnasia mesotypa ingår i släktet Egnasia och familjen nattflyn. Inga underarter finns listade i Catalogue of Life.